# Espérance Sportive de Tunis

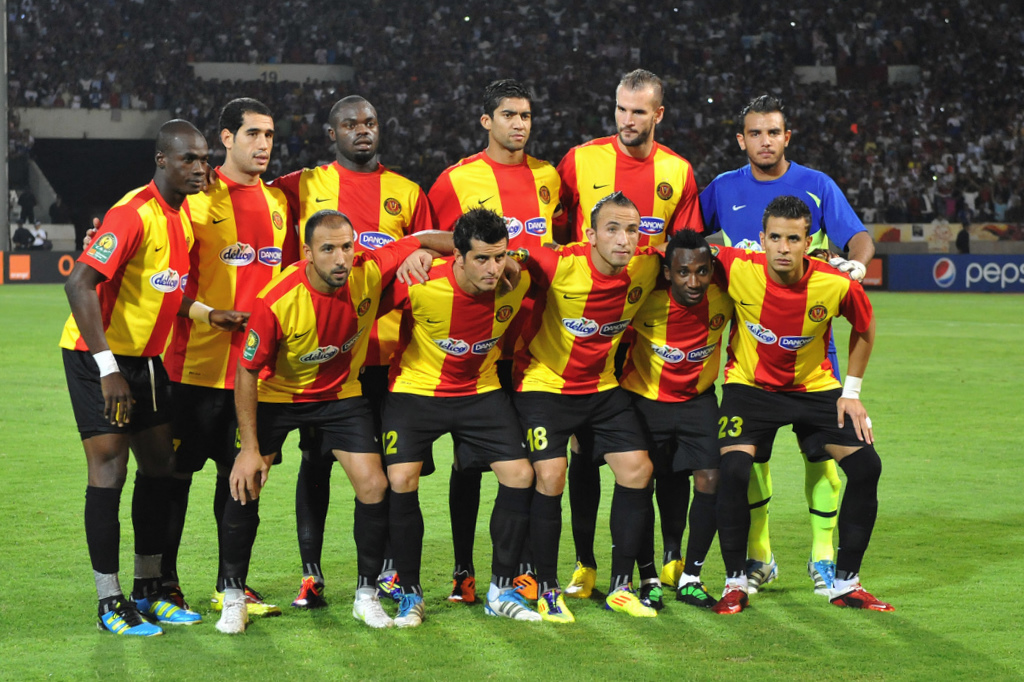
A-tým v roce 2011.

Espérance Sportive de Tunis (zkráceně ES Tunis, arabsky الترجي الرياضي التونسي) je tuniský sportovní klub z hlavního města Tunis, který byl založen v roce 1919. Provozuje více sportů: fotbal, box, házenou, judo, ragby, plavání a volejbal.
Fotbalový oddíl se účastní tuniské nejvyšší ligy Championnat de Tunisie. Své domácí zápasy hraje na stadionu Stade Olympique de Radès s kapacitou 60 000 míst. Klubové barvy jsou žlutá a červená.

## Fotbalové úspěchy
- Tuniská 1. liga (34× vítěz)[2]

1942, 1959, 1960, 1970, 1975, 1976, 1982, 1985, 1988, 1989, 1991, 1993, 1994, 1998, 1999, 2000, 2001, 2002, 2003, 2004, 2006, 2009, 2010, 2011, 2012, 2014, 2017, 2018, 2019, 2020, 2021, 2022, 2024, 2025
- Tuniský fotbalový pohár (14× vítěz)[3]

1939, 1957, 1964, 1979, 1980, 1986, 1989, 1991, 1997, 1999, 2006, 2007, 2008, 2011
- Tuniský Superpohár (2× vítěz)

1993, 2001
- Liga mistrů CAF (4× vítěz)

1994, 2011, 2018, 2019
- Pohár vítězů pohárů CAF (1× vítěz)

1998
- Pohár CAF (1× vítěz)

1997
- Arabský pohár mistrů (3× vítěz)

1993, 2009, 2017